# Cistella aconiti
Cistella aconiti är en svampart som tillhör divisionen sporsäcksvampar, och som först beskrevs av Rehm, och fick sitt nu gällande namn av Ain (G.) Raitviir och Järv. Cistella aconiti ingår i släktet Cistella, och familjen Hyaloscyphaceae. Arten är reproducerande i Sverige.